# Anthidium flavotarsum
Anthidium flavotarsum là một loài Hymenoptera trong họ Megachilidae. Loài này được Wu mô tả khoa học năm 1982.